# Doloryści
Zgromadzenie Synów Matki Bożej Bolesnej lub Doloryści – nieistniejący zakon bezhabitowy założony przez kapucyna, bł. Honorata Koźmińskiego (1829-1916), 8 grudnia 1893 w Nowym Mieście nad Pilicą i funkcjonujący do 2016 r., kiedy to został połączony z Zakonem Braci Mniejszych (franciszkanami).

## Historia Zgromadzenia

### okres do I wojny światowej
Zgromadzenie Synów Matki Bożej Bolesnej powstało 8 grudnia 1893 r. w Nowym Mieście nad Pilicą. Jego założycielem był kapucyn z tamtejszego domu zakonnego bł. o. Honorat Koźmiński. 
Jest to jedno z wielu zgromadzeń tzw. „honorackich”, od imienia założyciela.
Zamysł formuły działania tego rodzaju Zgromadzeń wynikł z represji zaborcy rosyjskiego po powstaniu styczniowym. Doświadczał ich również polski Kościół Katolicki oraz zakony, którym zaborcy ograniczali możliwości przyjmowania nowicjuszy, przejmowali majątki parafii oraz ograniczali pracę duszpasterską.
Zbudowanie pod carską okupacją religijnego "podziemnego państwa" z własnymi strukturami i organizacją oraz „konspiracyjna", bezhabitowa działalność stwarzała możliwości realnego działania pomimo całego rozbudowanego aparatu represyjnego.
W uzasadnieniu religijnym wzorcem dla twórcy zakonów "honorackich" były „ukryte” życia Jezusa i Maryi w Nazarecie, również „ukryte” życie Najświętszej Marii Panny, która ukrywała swoje wybranie. Także Kościół przez pierwsze trzy wieki swojej działalności pozostawał w ukryciu.
Główny cel działalności Zgromadzenia został oparty na III Regule Św. Franciszka, czyli niesienie światu Chrystusa poprzez modlitwę i pracę oraz zachowanie ubóstwa, czystości i posłuszeństwa. Poprzez swój ukryty charakter członkowie Zgromadzenia mieli możliwość wchodzenia w rejony i środowiska mniej lub bardziej zamknięte dla ewangelizacji. Oficjalnie nazywa się to dotarciem do ludzi w miejscach ich codziennej aktywności. Tu szczególną uwagę Zgromadzenie skierowało na dzieci i młodzież, zwłaszcza ubogą i zaniedbaną moralnie. 
Ożywianie ducha religijnego stało się charyzmatem Zgromadzenia, który był realizowany poprzez tworzenie małych wspólnot przede wszystkim w środowiskach miejskich. Tu bracia-rzemieślnicy zakładali warsztaty nauki zawodu, szkoły oraz internaty, które w rzeczywistości był przede wszystkim pierwszymi ośrodkami katechetycznymi.
Z punktu widzenia formalnego w okresie do wybuchu I wojny światowej Zgromadzenie było nielegalne, za co jego członkowie mogli być pociągnięci do odpowiedzialności karnej.

### okres międzywojenny
Po odzyskaniu przez Polskę niepodległości w 1918 r. Zgromadzenie zaczęło działać pod szyldem Towarzystwa Wychowawczo - Oświatowego "Przyszłość" w Warszawie, Częstochowie, Łodzi, Zawichoście, Radzyminie oraz Wilnie.
Na okres międzywojenny przypada też apogeum działalności, zwłaszcza, że zewnętrzna, oświatowo-kulturalna działalność Zgromadzenia cieszyła się często znacznym poparciem władz lokalnych. W tym czasie przełożonym generalnym] był o. Bolesław Neumana.
W nowych warunkach Zgromadzenie przyjęło półjawną formułę działalności jako Towarzystwo Kulturalno-Oświatowe "Przyszłość". 

### okres II wojny światowej
Przedwojenne doświadczenia w zakresie ukrytej formuły działalności sprzyjały kontynuowaniu działalności pomimo wielu strat personalnych z oskarżenia o tajne nauczanie.

### po II wojnie światowej
W nowej, socjalistycznej rzeczywistości politycznej, realna działalność "dolorystów" została poważnie ograniczona z powodu upaństwowienia ich majątku dekretem z 1948 r., w wyniku czego utracili wszystkie swoje szkoły, internaty oraz domy zakonne. Ustaleni przez władze bracia-nauczyciele utracili możliwość wykonywania zawodu. W efekcie tych działań członkowie Zgromadzenia podjęli prace przy parafiach jako zakrystianie i katecheci, chociaż część z nich, ukrywając swoją przynależność zakonną, podjęło pracę w szkołach państwowych oraz instytucjach świeckich.
Zgromadzenie posiadało w Józefowie k. Otwocka Dom Generalny Zgromadzenia oraz Nowicjat, prowadząc dalej mniej lub bardziej ukrytą działalność ewangelizacyjną.
Dekretem Kongregacji ds. Instytutów Życia Konsekrowanego i Stowarzyszeń Życia Apostolskiego z 2 marca 2016 zgromadzenie zostało połączone z Zakonem Braci Mniejszych (franciszkanami) a sam klasztor został włączony w struktury Prowincji św. Franciszka z Asyżu w Poznaniu. W wyniku wspomnianej decyzji zakonnicy przeszli z III Reguły św. Franciszka na I Regułę i zaczęli nosić habity stając się pełnoprawnymi franciszkanami.